# Suhoperka
Suhoperka (suhorepka, lat. Eriophorum), biljni rod iz porodice šiljovki (Cyperaceae) kojemu poripada dvadesetak vrsta trajnica raširenih po sjevernoj polutki, od umjerenog područja do Arktika.
U Hrvatskoj raste nekoliko vrsta, to su: uskolisna suhoperka (E. angustifolium), vitka suhoperka (E. gracile), širokolisna suhoperka (E.latifolium) i cretna suhoperka (E. vaginatum)

## Vrste
1. Eriophorum angustifolium Honck.
2. Eriophorum brachyantherum Trautv. & C.A.Mey.
3. Eriophorum callitrix Cham. ex C.A.Mey.
4. Eriophorum chamissonis C.A.Mey.
5. Eriophorum gracile W.D.J.Koch
6. Eriophorum humile Turcz.
7. Eriophorum latifolium Hoppe
8. Eriophorum scabriculme (Beetle) Raymond
9. Eriophorum scheuchzeri Hoppe
10. Eriophorum tenellum Nutt.
11. Eriophorum tolmatchevii M.S.Novos.
12. Eriophorum transiens Raymond
13. Eriophorum triste (Th.Fr.) Hadac & Á.Löve
14. Eriophorum vaginatum L.
15. Eriophorum virginicum L.
16. Eriophorum viridicarinatum (Engelm.) Fernald
17. Eriophorum ×beringianum Raymond
18. Eriophorum ×churchillianum Lepage
19. Eriophorum ×fulvum Bach.Pyl. ex Raymond
20. Eriophorum ×gracilifolium M.S.Novos.
21. Eriophorum ×medium Andersson
22. Eriophorum ×polystachiovaginatum Beauverd
23. Eriophorum ×porsildii Raymond
24. Eriophorum ×pylaieanum Raymond
25. Eriophorum ×rousseauianum Raymond
26. Eriophorum ×sorensenii Raymond

## Vanjske poveznice
|  | Zajednički poslužitelj ima još gradiva o temi Eriophorum |
|  | Wikivrste imaju podatke o taksonu Eriophorum             |